# Friedrich Kocher
Friedrich Kocher (* 2. März 1879 in Krakaudorf, Steiermark; † 25. Dezember 1958 in Friesach) war ein österreichischer Politiker der Christlichsozialen Partei (CSP).
Ökonomierat Friedrich Kocher war von 1919 bis 1920 Mitglied der Konstituierenden Nationalversammlung, dem ersten vom Volk frei gewählten Parlament in der Geschichte der Republik Österreich. Er beschloss unter anderem die bis heute gültige österreichische Bundesverfassung mit.
Sein Ururenkel ist der ehemalige Politiker Stefan Petzner (* 1981).

## Ausbildung und Beruf
Nach dem Besuch der Volksschule wurde er Grundbesitzer.

## Politische Funktionen
- Mitglied des Gemeindeausschusses von Laßnitz
- Obmann der Raiffeisenkasse in Laßnitz

## Politische Mandate
- 4. März 1919 bis 9. November 1920: Mitglied der Konstituierenden Nationalversammlung, CSP